# Diogmites angustipennis
Diogmites angustipennis là một loài ruồi trong họ Asilidae. Diogmites angustipennis được Loew miêu tả năm 1866. Loài này phân bố ở vùng Tân Bắc giới.